# 武德乡 (龙州县)
武德乡，是中华人民共和国广西壮族自治区崇左市龙州县下辖的一个乡镇级行政单位。

## 行政区划
武德乡下辖以下地区：
三联村、精威村、保卫村、农干村、科甲村、群合村、近梅村和武德村。